# Śledztwo na Rainbow Drive
Śledztwo na Rainbow Drive (ang. Rainbow Drive) – amerykański thriller z 1990 roku w reżyserii Bobby'ego Rotha, zrealizowany na podstawie powieści Rodericka Thorpa pod tym samym tytułem. Premiera filmu miała miejsce dnia 8 września 1990 roku w telewizji Showtime Cable Network.
Śledztwo na Rainbow Drive otrzymało bardzo ograniczone wydanie kinowe. Został on wydany w Ameryce i Wielkiej Brytanii na kasetach VHS. Film został nominowany na nagród Mystfest w kategorii Najlepszy Film. Ścieżka dźwiękowa została nagrana przez niemiecki zespół rockowy Tangerine Dream, jednak nigdy nie została ona wydana jako samodzielna wersja. Utwór w 1993 roku został dołączony do albumu zespołu pt. Prayer of Quiet Dreams

## Opis fabuły
Inspektor Mike Gallagher (Peter Weller), szef wydziału zabójstw w Hollywood jest jednym z najlepszych policjantów w Los Angeles. Wkrótce otrzymuje wezwanie do morderstwa popełnionego na autostradzie Rainbow Drive i ku jego zdziwieniu policja i helikoptery już przybyły na miejsce, zanim on ich wezwał. W toku śledztwa wychodzi na jaw, że w sprawę zamieszone są ważne osoby z władz miasta i policji. Przełożeni odsuwają Gallaghera od sprawy, jednak on postanawia prowadzić śledztwo na własną rękę, tym bardziej, że wkrótce w tajemniczym wypadku samochodowym ginie jego współpracownik Dan Crawford (Bruce Weitz). W trakcie śledztwa dociera po półświatka Los Angeles, powiązanego z wpływowymi osobami w rządzie i biznesie.

## Obsada
- Peter Weller – Mike Gallagher
- Sela Ward – Laura Demming
- David Caruso – Larry Hammond
- Tony Jay – Max Hollister
- James Laurenson – Hans Roehrig
- Jon Gries – Azzolini
- Henry G. Sanders – Marvin Burgess
- Chris Mulkey – Ira Rosenberg
- David Neidorf – Bernie Maxwell
- Bruce Weitz – Dan Crawford
- Chelcie Ross – Tom Cutler
- Rutanya Alda – Marge Crawford
- Megan Mullally – Ava Zieff
- Michael Bruce – Rudy

## Krytyka filmu
Jason Ankeny z portalu AllMovie.com dał filmowi 3 z 5 gwiazdek, stwierdzając: W tej przerywanej adaptacji thrillera kryminalnego Rodericka Thorpa, Peter Weller występuje jako gliniarz z Hollywood, którego śledztwo w sprawie morderstwa prowadzi do ścian korupcji w policji. Autorzy książki pt. Video Movie Guide 1996 ocenili film 2,5 gwiazdkami na 5 możliwych, natomiast VideoHound's Golden Movie Retriever przyznał filmowi 2 z 5 gwiazdek.